# Мирный (Кемеровская область)
Ми́рный — посёлок в Ленинск-Кузнецком районе Кемеровской области. Входит в состав Чкаловского сельского поселения.

## Географическое положение
Центральная часть населённого пункта расположена на высоте 215 метров над уровнем моря.

## История
Указом Президиума Верховного Совета РСФСР от 15 августа 1963 года посёлок фермы № 1 совхоза «Возвышенка» Ленинск-Кузнецкого сельского района переименован в посёлок Мирный.

## Население
| 2010 |
| ---- |
| 785  |

По данным Всероссийской переписи населения 2010 года, в посёлке Мирный проживает 785 человек (367 мужчин, 418 женщин).

## Экономика
- ООО СХО «Заречье» (отделение Возвышенка)